# Serge Cardin
Pour les articles homonymes, voir Cardin.
Serge Cardin, né le 2 juillet 1950 à Sherbrooke, est un comptable et homme politique canadien. 

## Biographie
Il est député à la Chambre des communes du Canada, représentant la circonscription de Sherbrooke entre 1998 et 2011 sous la bannière du Bloc québécois. À titre de député fédéral, il fut critique en matière de Commerce international, notamment sur la question des difficultés rencontrées par les exportateurs canadiens et québécois aux douanes américaines, en Télécommunications, aux Ressources naturelles et enfin, aux Sciences et technologies.
En 1998, à la suite de la démission de Jean Charest, alors député de Sherbrooke et chef du Parti progressiste-conservateur du Canada, Serge Cardin décide de démissionner de son poste de conseiller municipal afin de faire le saut en politique fédérale. Après une rude campagne contre Robert Pouliot, candidat libéral et maire de la municipalité d’Ascot, il remporte d'environ 500 voix. Par la suite, lors des campagnes électorales suivantes, soit celles de 2004, 2006 et 2008, Serge Cardin remporte aisément les élections avec des majorités écrasantes, recueillant jusqu'à 50 % des suffrages.
Au printemps 2011, malgré des sondages favorables, Serge Cardin est emporté par la vague orange de Jack Layton, chef charismatique du Nouveau Parti démocratique (NPD). Il est alors battu par Pierre-Luc Dusseault, un jeune candidat de 20 ans. Si pour Serge Cardin c’est le début d’une courte traversée du désert; certains ayant même prédit la fin de sa carrière politique, il revient in extremis sur la scène au printemps 2012 grâce au contexte politique favorable créé par les manifestations étudiantes (Printemps érable). Ainsi, alors que les élections approchent à grands pas, le Parti québécois décide d'ouvrir, mais sur 25 jours seulement, la période de mise en candidature pour l'investiture dans la circonscription de Sherbrooke.
Le 12 mars 2012, sans opposition, Serge Cardin est officiellement investi à titre de prochain candidat dans la circonscription de Sherbrooke sous la bannière du Parti québécois,.
Lors de cette campagne électorale, Serge Cardin fait face au premier ministre du Québec et chef du Parti libéral du Québec, Jean Charest. Bien implanté dans la circonscription de Sherbrooke, ce dernier fut député fédéral et provincial de 1984 à 2012. Afin de remporter la victoire, il s’est adjoint les services de l’ancien maire de Sherbrooke, le très populaire Jean Perrault. Néanmoins, au soir du 4 septembre 2012, Serge Cardin remporte une victoire décisive contre Jean Charest, devenant ainsi l’un des rares candidats à avoir défait un premier ministre et un chef de parti dans sa propre circonscription, un exploit qu’avait réalisé également Jean-Guy Parent en 1985 en battant Robert Bourassa dans la circonscription de Bertrand.
Avec cette victoire, Serge Cardin marque l’histoire du comté de Sherbrooke, puisqu’il devient le seul politicien à avoir siégé comme conseiller municipal et successivement, comme député fédéral et provincial. Le 5 mars 2014, après avoir exercé les fonctions de député du comté de Sherbrooke au palier provincial, Serge Cardin annonce qu’il est de nouveau candidat sous la bannière du Parti québécois. Il est battu lors de l'élection générale québécoise de 2014 par le candidat libéral Luc Fortin.